# Dreihütten
Dreihütten (ungarisch Háromsáator) ist eine Ortschaft und Katastralgemeinde der Marktgemeinde Bernstein im Bezirk Oberwart in Österreich. Der Ort liegt oberhalb des Tauchentals. Die Ortschaft hat 124 Einwohner (Stand 1. Jänner 2024). Dreihütten war bis Ende 1970 eine eigenständige Gemeinde.

## Geschichte
Die Ortschaft wurde von protestantischen Bergleuten besiedelt und dürfte im Jahr 1608 entstanden sein. Im Jahr 1846 wurde sie zum Markt erhoben.
Dreihütten gehörte wie das gesamte Burgenland bis 1920/21 zu Ungarn (Deutsch-Westungarn). Ab 1898 musste aufgrund der Magyarisierungspolitik der Regierung in Budapest der ungarische Ortsname Háromsáator verwendet werden. Nach Ende des Ersten Weltkriegs wurde nach zähen Verhandlungen Deutsch-Westungarn in den Verträgen von St. Germain und Trianon 1919 Österreich zugesprochen. Seit 1921 gehört Dreihütten zum damals neu gegründeten Bundesland Burgenland (siehe auch Geschichte des Burgenlandes).
Am 1. Jänner 1971 wurde der bis dahin eigenständige Ort im Zuge des Gemeindestrukturverbesserungsgesetzes der burgenländischen Landesregierung mit den Orten Bernstein, Redlschlag, Rettenbach und Stuben zur neuen Großgemeinde Bernstein zusammengefasst.

## Wirtschaft
Dreihütten ist einer der wenigen Orte, in denen Edelserpentin verarbeitet und verkauft wird.